# La piel de zapa
La piel de zapa (en el original en francés: La peau de chagrin) es una novela de 1831 del escritor y dramaturgo francés Honoré de Balzac (1799-1850). Ambientada en París a comienzos del siglo XIX, la obra cuenta la historia de un joven que recibe un pedazo de piel o cuero mágico que satisface cada uno de sus deseos. Sin embargo, por cada deseo concedido la piel se encoge y consume una porción de su energía vital. La piel de zapa pertenece al grupo de Études philosophiques de la serie de novelas de Balzac, La comedia humana.
Antes de terminar el libro, Balzac publicó una serie de artículos y fragmentos de la obra en varios diarios de París, con el fin de crear expectativa y entusiasmo en los lectores. Su estrategia fue exitosa y, a pesar de que se atrasó cinco meses con la entrega del manuscrito, la novela se agotó rápidamente después de su publicación. Una segunda edición, que incluyó una serie de doce cuentos filosóficos, fue lanzada un mes más tarde.
Aunque la novela utiliza elementos fantásticos, su enfoque principal es una representación realista de los excesos del materialismo burgués. Con su renombrada preocupación por los detalles, Balzac describió una casa de juego, una tienda de antigüedades, un banquete real, y otras escenas. También incluyó elementos autobiográficos, como las dificultades que experimentó durante sus inicios como escritor. 
El tema central del libro es el conflicto entre el deseo y la longevidad, entre elegir una vida intensa pero breve o una larga existencia contenida. La piel mágica representa la energía vital de su propietario, que se agota con cada deseo.
La piel de zapa estableció firmemente a Balzac como un escritor de gran importancia en Francia y en el exterior. Su círculo social se ensanchó perceptiblemente, y fue solicitado ansiosamente por varios editores para futuros proyectos. El libro sirvió para iniciar el intercambio de una serie de cartas con una baronesa polaca llamada Ewelina Hańska, que más tarde se convertiría en su esposa. Inspiró la ópera de Giselher Klebe llamada Die tödlichen Wünsche, la gran ballet en ópera-entreacto L'Os de chagrin («El hueso de zapa») de Yuri Khanon y pudo haber influenciado la novela El retrato de Dorian Gray de Oscar Wilde.

## Antecedentes

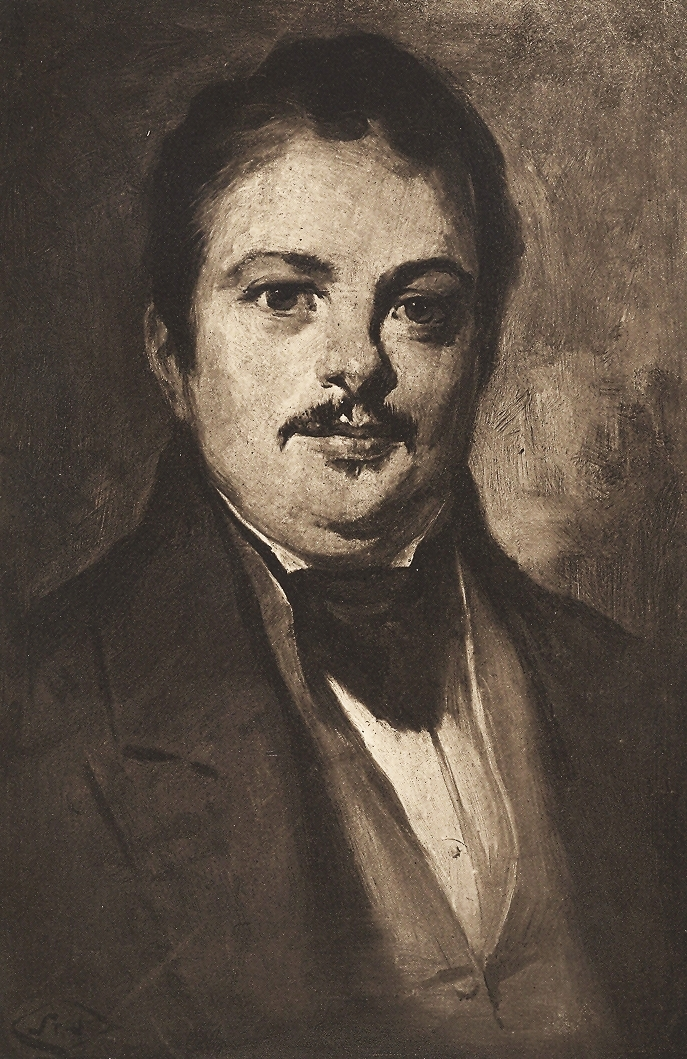
Honoré de Balzac pasó diez años fracasando como autor antes de escribir La piel de zapa.

En 1830 Honoré de Balzac apenas había comenzado a alcanzar cierto reconocimiento como escritor. A pesar del esfuerzo de sus padres por persuadirlo de que se dedicara al Derecho, el joven Balzac anunció en 1819 su deseo de convertirse en autor. Su madre no aceptó la idea, pero ella y su padre acordaron darle una pequeña renta, con la condición de que se dedicara a la escritura y que les entregase la mitad de los ingresos de cualquier obra publicada. Después de trasladarse a un pequeño apartamento cerca de la Bibliothèque de l'Arsenal en París, Balzac escribió sin éxito por un año. Frustrado por sus fracasos, se mudó nuevamente con su familia en el suburbio de Villeparisis y pidió prestado dinero a sus padres para proseguir con sus ambiciones literarias. Honoré de Balzac pasó los siguientes años escribiendo novelas simples del tipo potboiler, que publicó bajo múltiples pseudónimos. Compartió algo de los ingresos de estas obras con sus padres, pero al año 1828 les debía cincuenta mil francos todavía.
Publicó por primera vez bajo su propio nombre en 1829. Los chuanes, una novela sobre fuerzas realistas en Bretaña, no tuvo mucho éxito comercial pero hizo a Balzac conocido en ciertos círculos literarios. Alcanzó un éxito importante más adelante en ese mismo año cuando publicó Fisiología del matrimonio, un tratado acerca de la institución del matrimonio. Alentado por su popularidad, hizo crecer su fama publicando una variedad de narraciones breves y de ensayos en revistas tales como: Revue de Paris, La Caricature, y La Mode. Hizo así varias conexiones en la industria editorial que le ayudarían posteriormente a obtener reseñas de sus novelas.
En aquellos tiempos, los gustos literarios franceses por las historias fantásticas habían sido estimulados por la traducción en 1829 de la colección de cuentos fantásticos del escritor alemán E. T. A. Hoffmann, la literatura de terror gótico de Ann Radcliffe de Inglaterra y la novela de 1829 L'Ane Mort et la Femme Guillotinée (en español: El asno muerto y la mujer guillotinada) del autor francés Jules Janin. Aunque Balzac planeó una novela siguiendo esta misma tradición, rechazaba el término "fantástico", refiriéndose en una ocasión a él como "programa malsano de un género que ya se ha usado demasiado sólo por el abuso del nombre".
Mientras tanto, la política y la cultura de Francia estaban agitadas. Después de reinar por cinco polémicos años, el Rey Carlos X fue forzado a abdicar en la Revolución de 1830 (también conocida como la Revolución de Julio). Luis Felipe I lo substituyó y se autodenominó "Rey de los Franceses" (ajeno al usual término "Rey de Francia") en un intento por distanciarse del Ancien Régime. La Monarquía de Julio condujo a un afianzamiento de las actitudes burguesas, en las cuales Balzac vio mucha desorganización y un débil liderazgo.

## Escritura y publicación

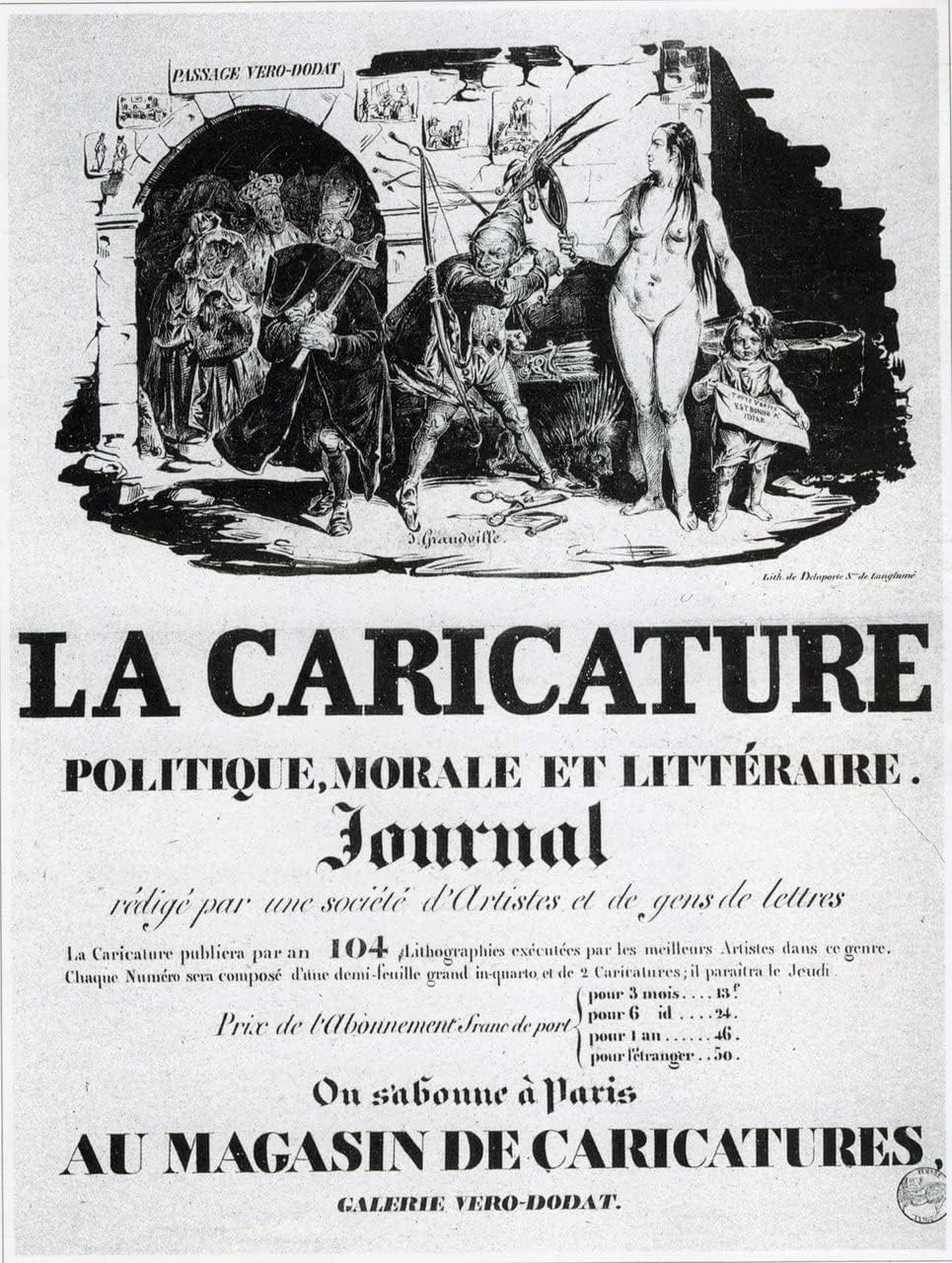
Balzac publicitó su novela en el periódico parisino La Caricature.

El título de La piel de zapa  apareció impreso por primera vez el 9 de diciembre de 1830, como una referencia de paso en un artículo de Balzac escrito para la revista La Caricature bajo el seudónimo de Alfred Coudreux. En sus apuntes se incluye la siguiente nota, escrita probablemente al mismo tiempo: "L'invention d'une peau qui représente la vie - Conte oriental" (en español: La invención de una piel que representa la vida - Historia oriental). Una semana después, publicó un fragmento llamado "Le Dernier Napoléon" en La Caricature bajo el nombre de "Enrique B...". En este, un hombre joven pierde su último Napoleón en una casa de juego de París y va al Pont Royal a ahogarse. Durante esta etapa inicial, Balzac no pensó mucho en el proyecto. Además se refirió a éste como "un completo sinsentido en el sentido literario, pero en cuál [el autor] ha intentado introducir algunas de las situaciones de la vida dura por la cual los hombres de genio han pasado antes de alcanzar algo". Aunque, después de poco tiempo, su opinión de la historia mejoró.
Para enero de 1831, Balzac ya tenía suficiente interés en su idea como para pactar un contrato con los editores Charles Gosselin y Urbain Canel. Acordaron 750 copias de una edición en tipo octavo, con un honorario de 1125 francos pagados al autor sobre el recibo del manuscrito, a no más tardar que a mediados de febrero. Balzac entregó la novela en julio.

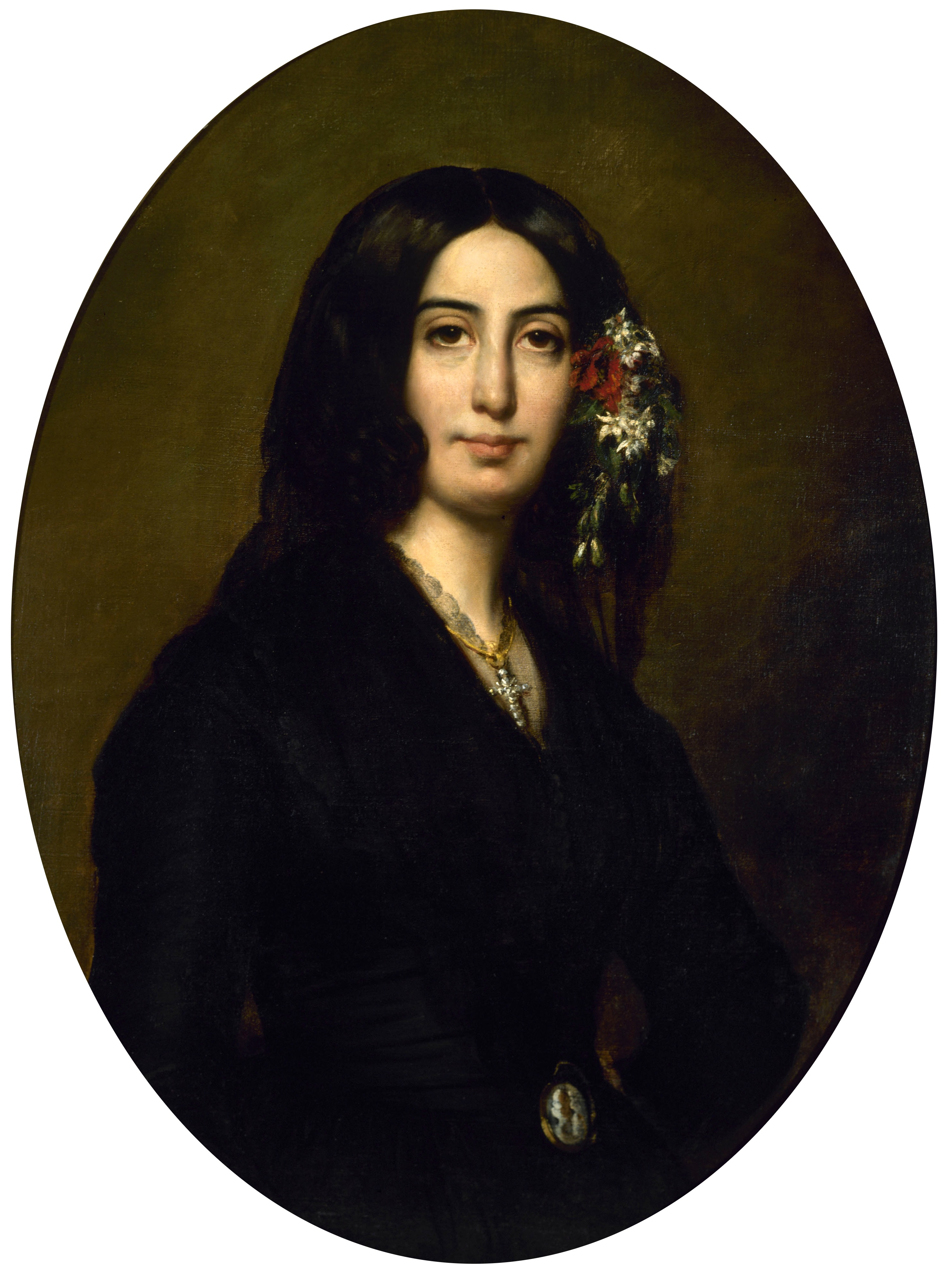
La amiga de Balzac, George Sand, fue la primera en leer el manuscrito casi completo.

Entre tanto, proporcionó vistazos de su progreso errático. Dos fragmentos adicionales aparecieron en mayo, como parte de un plan para promover el libro antes de su publicación. "Une Débauche", publicado en la revista Revue des deux mondes, describe un banquete orgiástico lleno de bromas y de discusiones entre sus burgueses invitados. El otro fragmento, "Le Suicide d'un poète", fue impreso en la Revue de Paris; se refiere a las dificultades de un poeta principiante que intenta paliar su carencia de fondos. Aunque los tres fragmentos no estaban conectados en una narrativa coherente, Balzac extraía personajes y escenas de la novela que estaba en progreso.
La publicación de la novela se retrasó debido a la activa vida social de Balzac. Pasó muchas noches cenando con amigos, incluyendo al novelista Eugène Sue y su amante Olympe Pélissier, así como a la escritora feminista George Sand y su amante Jules Sandeau. Balzac y Pélissier mantuvieron una breve relación, siendo ella la primera amante con quien apareció en público. Finalmente, se retiró de París permaneciendo con unos amigos en los suburbios, donde se propuso a acabar su trabajo. A fines de la primavera del hemisferio norte, le permitió a Sand que leyera el manuscrito casi terminado; la escritora disfrutó la lectura y le predijo que sería un éxito.
Finalmente, en agosto de 1831, se publicó La peau de chagrin: Conte philosophique en dos volúmenes. Fue un éxito comercial y Balzac utilizó sus conexiones en los periódicos parisienses para que la obra fuera reseñada en muchos de ellos. El libro se vendió rápidamente y para finales de ese mismo mes ya había firmado otro contrato: Balzac recibiría 4000 francos para publicar 1200 copias adicionales. Esta segunda edición incluyó una serie de doce historias adicionales que incluían elementos fantásticos y fue lanzada bajo el título de Romans et contes philosophiques (en español: Novelas e historias filosóficas). Una tercera edición, reordenada para formar cuatro volúmenes, apareció en marzo de 1833.

## Sinopsis
La piel de zapa consiste de tres secciones: "El talismán", "Una mujer sin corazón" y "La agonía". La primera edición contenía un "Prefacio" y una "Moralité" que fueron suprimidos por versiones subsecuentes. Un epílogo de dos páginas aparece al final de la última sección.

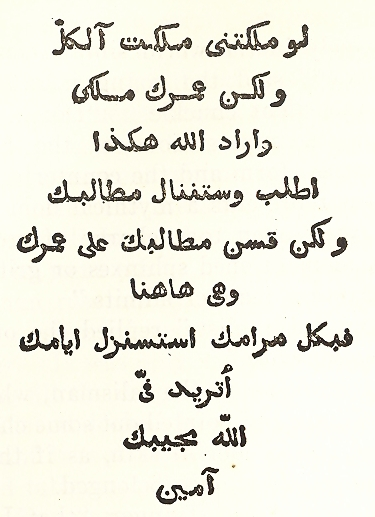
La escritura árabe grabada en la piel promete a su dueño poseer todas las cosas.

"El talismán" comienza con la trama de "Le Dernier Napoléon" ("El último Napoleón"): un hombre joven llamado Raphaël de Valentin apuesta en el juego su última moneda, pierde, y estando deprimido se dirige al río Sena para ahogarse. Sin embargo, en el camino el joven decide entrar en una tienda rara e inusual, la cual encuentra llena de curiosidades de todo el mundo. El comerciante de aquel local, ya algo anciano, lo conduce a un pedazo de piel colgando en una de las paredes. La piel estaba inscrita con unos caracteres de escritura oriental, que el viejo comerciante llama "sánscrito", pero que guarda más similitudes con la escritura árabe. La piel promete satisfacer cualquier deseo de su dueño, encogiéndose levemente con el cumplimiento de cada deseo. El comerciante está dispuesto a darle la piel a Valentin, pero lo insta a rechazar la oferta. Después de olvidar por completo la advertencia del vendedor, Valentin toma la piel y desea un banquete digno de un rey, lleno de vino, mujeres y  amigos. Luego de estos sucesos, Valentin se encuentra con unos conocidos que lo invitan a un evento como el deseado, donde pasaría horas comiendo, bebiendo y hablando.
En la segunda parte, "La mujer sin corazón", Valentin narra su propia historia durante el banquete antes mencionado. Parte hablando de su estricto padre y de cómo perdieron su fortuna, lo que provocaría la muerte de su progenitor; entonces se instaló en una modesta pensión —donde la dueña y su hija Pauline lo tratan cariñosamente— y vivió aislado y con lo mínimo para subsistir, mientras se esforzaba en escribir su primera obra, un tratado de la voluntad, que no resultó bien recibido. Se encontró con un antiguo amigo, Eugène de Rastignac, quien lo convenció para frecuentar los salones de la alta sociedad parisina. Así es como conoció a Foedora, mujer refinada y coqueta, pero inalcanzable, de quien se enamora; gastó el poco dinero que le quedaba en ella, pero fue rechazado y decidió entonces que quería morir. Rastignac intervino otra vez y lo convenció de que muriera en medio de vicios y placeres con el dinero que obtendrían en el juego. Y sigue así, hasta que le quedaba sólo la última moneda con la que va a jugar al Palais Royal al comienzo de la novela.
"La agonía" comienza varios años después del banquete de las partes una y dos. Valentin, utilizando el talismán para obtener una renta cuantiosa, descubre que la piel y su propia salud menguan. La situación lo aterra por el hecho de que más deseos podrían adelantar su muerte. Organiza su hogar para evitar la posibilidad de desear cualquier cosa: su criado, Jonathan, ordena los alimentos, la ropa, y los visitantes con una estricta regularidad. Se reencuentra con Pauline, también enriquecida, y se confiesan su mutuo amor; comprometidos, viven felices una temporada, hasta que la mermante piel le recuerda a Valentin la cercanía de su muerte. Desesperado, un enfermo Raphaël intenta encontrar de alguna manera estirar la piel, pero los científicos que estudian la zapa fallan. Se somete a la opinión de un consejo de médicos, quienes indican distintos diagnósticos y le recomiendan un viaje al balneario de Aix-les-Bains para que recupere su vitalidad.
Vuelve a París aún más enfermo, cuando la piel ya no es más grande que una hoja de vinca. Pauline lo visita en su habitación, reafirmando su amor. Raphaël le muestra la zapa y ella reconoce sus efectos. Horrorizada, al darse cuenta de que ella misma es el objeto del deseo de Valentin y que esto lo matará, se encierra en otra habitación e intenta suicidarse. Él golpea la puerta, le declara su amor y expresa su deseo de morir en sus brazos. Raphaël tumba la puerta y muere mordiendo el pecho de Pauline.

## Estilo
Aunque él prefería el término "filosófico", la novela de Balzac se basa sobre una premisa fantástica. La piel concede un mundo de posibilidades a Valentin, y la utiliza para satisfacer muchos de sus deseos. Obligado a enfrentarse en un duelo, por ejemplo, explica como no necesita ni evitar el tiro de su oponente, ni apuntar su propia arma, ya el resultado es inevitable. Dispara sin cuidado y mata a su adversario inmediatamente. Por otra parte, las propiedades sobrenaturales de la piel misma se demuestran cuando resiste los esfuerzos de un químico y de un físico para estirarla.
Esta inclusión de lo fantástico, sin embargo, es más que nada un marco en el cual el autor discute la naturaleza humana y la sociedad. Un crítico, de hecho, sugiere que "la historia sería lo mismo sin ella". Balzac ya había utilizado elementos sobrenaturales en las novelas del tipo potboiler que publicó bajo noms de plume, pero la presencia de estos en La piel de zapa señaló un momento crucial en su acercamiento al uso del simbolismo. Antes los elementos sobrenaturales eran, en su mayoría, puntos de la trama o recursos sencillos para generar suspenso. En La piel de zapa, en cambio, el talismán representa el alma de Valentin y al mismo tiempo su fallecimiento simboliza una mayor declinación social. Los enfoques verdaderos de Balzac en la novela de 1831 son la energía del deseo humano y la naturaleza de la sociedad después de la Revolución de Julio. El escritor y crítico francés Félicien Marceau incluso sugiere que el simbolismo en la novela permite un análisis más puro que los estudios de caso individuales de otras novelas de Balzac; llevando el análisis a un nivel abstracto, llega a ser menos complicado por variaciones de la personalidad individual. Como hombre común y corriente, Valentin exhibe las características esenciales de la naturaleza humana, no el acercamiento de una persona en particular al dilema ofrecido por la piel.
En su prefacio para la primera edición de la novela, Balzac medita en la utilidad de elementos fantásticos: "[Escritores] inventan la verdad, por analogía, o ven el objeto a describir, o sea si el objeto viene a ellos o ellos mismos van hacia el objeto... ¿Tienen los hombres el poder de traer el universo en su cerebro o es su cerebro un talismán con el cual suprimen las leyes del tiempo y del espacio?" Los críticos concuerdan que la meta de Balzac en el La piel de zapa era la anterior.

### Realismo
Esta novela se cita frecuentemente como un importante ejemplo temprano del realismo por el cual Balzac llegó a ser famoso. Las descripciones de París son un ejemplo: la novela se nutre de lugares reales, tales como el Palais Royal y la Catedral de Nuestra Señora de París. La narración y los personajes se refieren en varias ocasiones al arte y a la cultura, abarcando desde la ópera Tancredi de Gioachino Rossini a la Venus de Milo.
El tercer párrafo del libro contiene una extensa descripción del proceso y propósito detrás del ritual en las casas de juego donde "lo primero que hace la ley es quitarnos el sombrero". La atmósfera del establecimiento se describe en detalle exacto, desde las caras de los jugadores hasta el "grasiento" papel de las paredes y el "tapete gastado por las monedas". El énfasis en el dinero evocado en las primeras páginas —y su contraste con los alrededores decrépitos— refleja los temas de la organización social y del materialismo económico abordados por la novela.
La conjugación de los detalles realistas con significados simbólicos continúa cuando Valentin entra en la antigua tienda; el almacén representa el mundo. Mientras recorre su interior, viaja por el mundo a través de reliquias procedentes de variados lugares y épocas: "parecía como si de todos los ángulos del mundo hubiesen traído allí un diputado de las ciencias y de las artes". La tienda contiene una pintura de Napoleón, un yatagán moro, ídolos tártaros, retratos de burgomaestres holandeses, un busto de Cicerón, una momia del Antiguo Egipto, un vaso etrusco, un ídolo chino y centenares de otros objetos. El panorama de la actividad humana alcanza una bifurcación moral cuando el comerciante lleva a Valentin hacia el retrato de Jesucristo de Rafael Sanzio. No lo disuade de su meta, sin embargo; solamente cuando encuentra y conoce las propiedades de la piel, Valentin decide abortar su misión suicida. Al hacer eso, demuestra que la humanidad favorece al ego antes que la salvación divina.

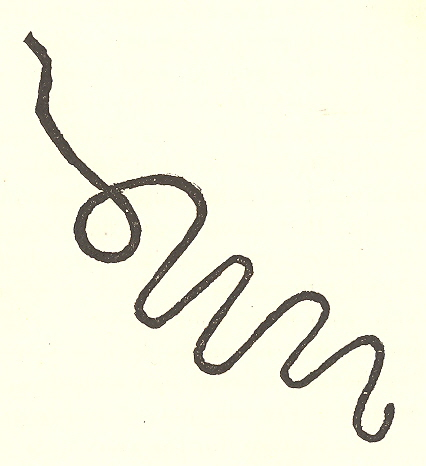
La línea curva de la novela de Sterne: Tristram Shandy. La ilustración de la novela de Balzac es una imagen especular de la original.

### Imagen de abertura
Al principio de la novela, Balzac incluye una imagen de la novela de 1759 de Laurence Sterne titulada La vida y opiniones del caballero Tristram Shandy (título original en inglés: The Life and Opinions of Tristram Shandy, Gentleman; comúnmente llamado: Tristram Shandy), la cual consiste en una línea curva dibujada en el aire por un personaje que intentaba expresar el gozo de la libertad "mientras un hombre es libre". Balzac nunca explicó su propósito detrás del uso del símbolo, y su significado con respecto a La piel de zapa es tema de discusión.
En su profundo análisis de La comedia humana, Herbert J. Hunt conecta el "serpentino garabato" al "diseño sinuoso" de la novela de Balzac. El crítico Martin Kanes, sin embargo, sugiere que la imagen simboliza la imposibilidad de la lengua de expresar una idea completamente. Este dilema, propone, se relaciona directamente con el conflicto entre la voluntad y el conocimiento, indicado por el comerciante al principio de la novela.

## Temática

### Elementos autobiográficos
Balzac extrajo detalles de su propia vida para las primeras partes de La piel de zapa y probablemente modeló al protagonista Raphaël de Valentin a partir de sí mismo. Las características de la mísera habitación de Valentin son alusiones autobiográficas a los primeros días de Balzac como autor:

nada más horrible que aquella buhardilla de paredes ennegrecidas, oliendo a miseria, y llamando a un sabio a habitarla. El techo por un lado no permitía estar de pie, y las tablas desunidas por el otro dejaban ver el cielo. Cabría en ella una cama, una mesa, algunas sillas y, en la parte subterránea, por decirlo así, podía colocarse mi piano.

Los biógrafos y los críticos concuerdan que Balzac extraía de su propia experiencia, aunque también se permitía libertades para embellecer la narración.
Otras partes de la historia también se derivan de la vida del autor: Balzac asistió una vez a un banquete del marqués de Las Marismas, que planeaba lanzar un periódico —tal como Valentin después de expresar su primer deseo al talismán—. Más adelante, Valentin visita la ópera armado con un sistema de lentes de gran alcance que le permiten observar cada defecto en las mujeres en el escenario (para así evitar que surgiera algún deseo). Estos también pueden provenir de la experiencia de Balzac, ya que escribió una vez en una carta sobre un juego de lentes de ópera "divinos" que pidió al Observatorio de París.

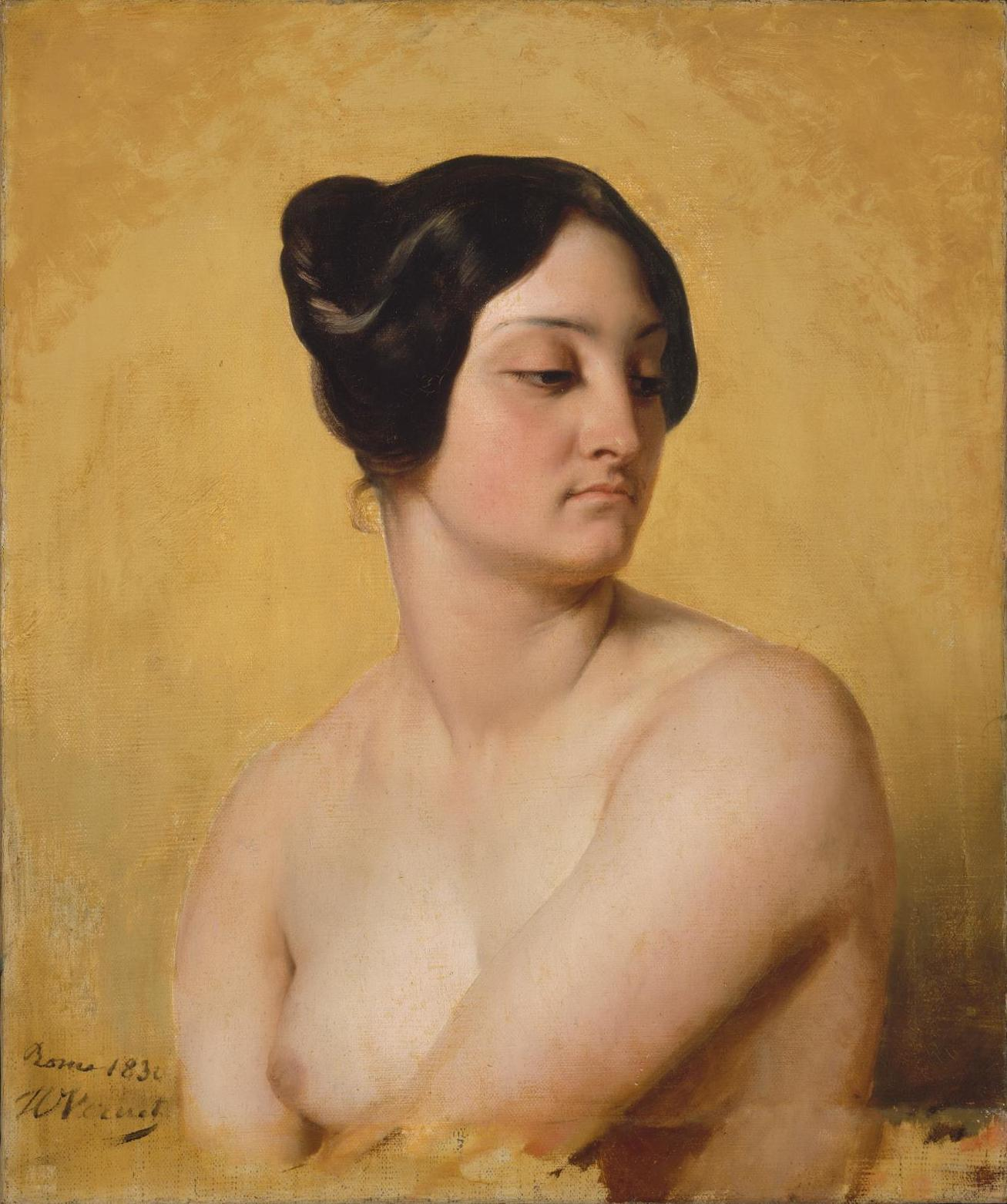
Similitudes existen entre Olympe Pélissier y la «mujer sin corazón» de la novela, pero críticos y biógrafos concuerdan en que el personaje está compuesto por varias mujeres de la vida de Balzac.

Más relevante es la conexión entre las mujeres de la novela y las mujeres en la vida de Balzac. 
Algunos críticos señalan semejanzas importantes entre los esfuerzos de Valentin por ganar el corazón de Foedora y la infatuación de Balzac con Olympe Pélissier.  Se dice que la escena en que Valentin se oculta en el dormitorio de Foedora para observar su cuerpo desnudo proviene de una situación similar en donde el escritor observó secretamente a Pélissier. Sin embargo, es probable que Pélissier no fuera la modelo para Foedora, puesto que ella aceptó los avances de Balzac y le escribió luego cartas amistosas; Foedora, al contrario, se declara fuera del alcance de cualquier enamorado. Los críticos convienen en que la «mujer sin corazón» descrita en la novela es un compuesto de otras mujeres que Balzac conocía.
También se han encontrado similitudes entre la madre de Balzac y el estricto padre de Raphael, en cuanto a la rigurosa disciplina que imponían y a la frialdad de su trato, mientras que tanto Balzac como Raphael estudiaron leyes por disposición de su familia. Valentin, hablando de los años con su padre, declara: «así he vivido hasta los veintiún años, bajo un despotismo tan frío como el de una orden monacal».
Sobre la prometida de Raphael, Balzac declaró: "Pauline es un personaje real para mi, sólo que es más adorable de lo que puedo describir. Si la he hecho un sueño, es porque no deseo que mi secreto sea descubierto". En Pauline, los críticos identifican características de Laure de Berny. Madame de Berny, amiga de la madre de Balzac y veinte años mayor que él, fue su primer amor; además de apoyarlo económicamente en sus inicios como escritor, lo presentó en los círculos sociales y le sirvió de inspiración en su escritura.

### Vouloir,PouvoirySavoir
Al principio del libro, el comerciante discute con Valentin "el gran secreto de la vida humana". Este secreto consiste en tres palabras, que Balzac expone con mayúsculas: VOULOIR (querer), POUVOIR (poder), y SAVOIR (saber). El querer, según lo que explica el autor, nos abrasa; el poder nos destruye; y el saber nos calma. Estos tres conceptos forman la fundación filosófica de la novela.
El talismán conecta estos preceptos con la teoría del vitalismo; representa físicamente la fuerza de la vida de su dueño, y se reduce con cada ejercicio del querer. El comerciante intenta advertir a Valentin que la trayectoria más sabia yace, no en el ejercicio de su voluntad o conseguir poder, sino en desarrollar la mente. "Y la locura ¿no es el esceso del querer o del poder?" le pregunta el comerciante a Valentin. Sin embargo, seducido por las posibilidades ofrecidas por la piel, el joven desechó las precauciones y abrazó sus deseos. Después de coger el talismán, declara: "Yo quiero vivir con exceso". Solamente cuando su fuerza vital se agota casi por completo es cuando reconoce su error: "Pensó que el poder, por inmenso que sea, no da la ciencia de saber hacer uso de él... Raphael hubiera podido obrar, y no había hecho nada."
El querer, según advierte Balzac, es una fuerza destructiva que intenta adquirir solamente poder a menos que sea templada por el saber. El comerciante representa una antítesis del futuro Valentin, ofreciendo estudios y desarrollo mental como alternativa al deseo consumidor. Foedora también sirve como modelo de la resistencia a la corrupción del querer, en cuanto ella intenta siempre excitar el deseo en otros mientras que nunca cede al suyo. Que Valentin sea más feliz viviendo en la miseria material de su buhardilla minúscula —perdido en sus estudios y la escritura, con una Pauline de buen corazón que se ofrece incluso a sí misma hacia él— subraya la ironía de su miseria al final del libro, cuando está rodeado con los frutos de su deseo material.

### Sociedad

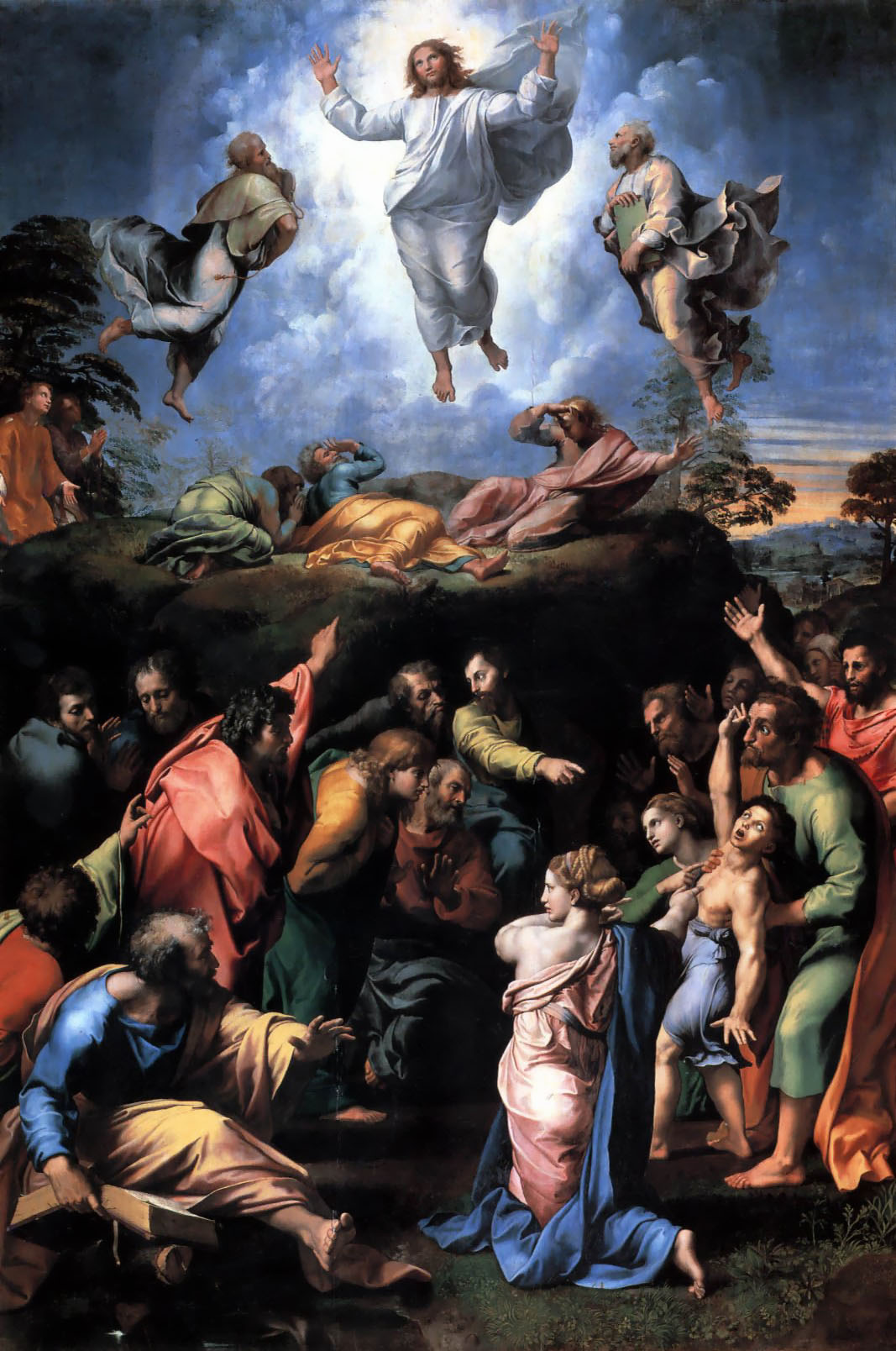
El comerciante le muestra al protagonista un retrato de Jesucristo pintado por Rafael Sanzio que logra confortarlo. El rostro de Jesucristo "ahuyentó las infernales torturas que le roían la médula de los huesos". En la imagen, La transfiguración de Rafael.

La novela extrapola el análisis de Balzac del deseo, desde el individuo hasta la sociedad en general; el autor temía que el mundo, al igual que Valentin, estuviera perdiendo su sentido debido a los excesos materiales y a las prioridades equivocadas. En la casa de juego, el banquete orgiástico, la tienda antigua, y las discusiones con los hombres de ciencia, Balzac examina este dilema en varios contextos. Este exceso se representa especialmente en la obsesión de Valentin por el estatus social; la hermosa pero inalcanzable Foedora simboliza los placeres ofrecidos por la alta sociedad.
La ciencia no ofrece ninguna panacea. En una escena, un grupo de doctores ofrece una gama de opiniones rápidamente formuladas sobre la causa de la debilidad de Valentin. En otra, un físico y un químico admiten su derrota después de emplear una gama de tácticas diseñadas para estirar la piel. Todos los puntos de vista científicos carecen de una comprensión de la crisis real y, por lo tanto, están condenados a fracasar. A pesar de se muestran sólo atisbos —la imagen de Cristo, por ejemplo, pintado por el homónimo de Valentin, el artista del Renacimiento Rafael— Balzac deseaba recordar a los lectores que el cristianismo ofreció el potencial de templar los excesos mortales. Después de fallar en sus esfuerzos para estirar la piel, el químico declara: «creo en el diablo»; «Y yo en Dios», contestó el físico.

La corrupción del exceso se relaciona con la desorganización social en una descripción hecha al principio de la última sección. Físicamente débil, a pesar de vivir en el más completo de los lujos, se dice que Raphaël de Valentin conserva en sus ojos "una inteligencia extraordinaria" con la que puede ver "todo inmediatamente":
Era triste de ver aquella mirada. Unos podían leer en ella la desesperación, y otros podían adivinar un combate interior tan terrible como un remordimiento. Era la mirada profunda del impotente que encierra sus deseos en el fondo de su corazón, o del avaro que goza en mientes todos los placeres que su dinero podría procurarle, y que sin embargo, no se los procura por no aminorar su tesoro; mirada de Prometeo encadenado o de Napoleón caído, que advierte en el Elíseo en 1815 la falta de estratégica cometida por sus enemigos, pide el comando por veinticuatro horas y no lo obtiene.

## Recepción y legado
La novela se vendió rápidamente después de salir a la venta y fue reseñada en cada periódico y revista importante de París. En algunos casos, el mismo Balzac escribió las reseñas; usando el seudónimo de "Comte Alex de B-", afirmó que el libro probaba que su autor había alcanzado el "el estatus de genio". Las reseñas independientes eran menos entusiastas, pero también muy positivas. El poeta Émile Deschamps elogió el ritmo de la novela y el comentarista religioso Charles Forbes René de Montalembert indicó, en forma aprobatoria, que la novela destacaba la necesidad de más espiritualidad en la sociedad en su conjunto. Aunque algunos críticos desaprobaron que Balzac se recreara en lo negativo, otros opinaban que esto era simplemente un reflejo del estado de la sociedad francesa. El escritor alemán Johann Wolfgang von Goethe declaró que era un ejemplo brillante de la "incurable corrupción de la nación francesa". Los críticos discuten sobre si los comentarios de Goethe eran o no una alabanza para la novela.

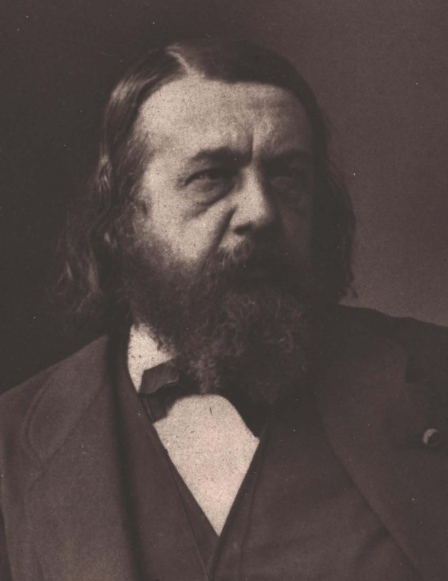
El amigo de Balzac, Théophile Gautier ofreció un tributo a la novela La peau de chagrin de su amigo en su colección de historias del año 1833 llamada Les Jeunes-France.

La abundante publicidad causó frenesí por obtener la novela en Francia. El amigo de Balzac y redactor de La Caricature, Charles Philipon,  escribió al autor una semana después de la publicación: "no hay forma de conseguir La piel de zapa. Grandville tuvo que parar todo para leerlo, porque el bibliotecario enviaba alrededor de cada media hora a preguntar si había acabado." Amigos cercanos y lejanos de Balzac indicaban dificultades similares en la localización de copias. La segunda edición fue lanzada un mes después y fue seguida por parodias y trabajos derivados de otros escritores. El amigo de Balzac, Théophile Gautier, incluyó un homenaje cómico en su colección de historias de 1833 Les Jeunes-France donde, en una reconstrucción del banquete de la novela, un personaje dice: "Este es el punto cuando se supone que debo verter vino en mi chaleco… Así se dice, con puntos y comas, en la página 171 de La piel de zapa... y aquí es donde tengo que lanzar una moneda de 100 sou al aire para ver si existe Dios."
La novela estableció a Balzac como una figura destacada en el mundo de la literatura francesa. Los editores compitieron entre sí para publicar sus futuros trabajos, y se convirtió en infaltable en las listas de invitaciones para los eventos sociales alrededor de París. Balzac se enorgulleció del éxito de su novela, y declaró al redactor del diario L'Avenir que «éste es el punto de partida de mi obra» (en francés: «Elle est donc le point de départ de mon ouvrage»). La novela siguió siendo popular, incluso después la muerte de su autor. La piel de zapa fue reeditada diecinueve veces entre 1850 y 1880.
Cuando desarrolló su esquema de organizar todas sus novelas e historias en un solo conjunto llamado La comedia humana, Balzac puso a La piel de zapa en la sección llamada Estudios filosóficos. Como los otros trabajos en esta categoría —incluyendo Louis Lambert (1832), que es similar en su manera incorporar elementos autobiográficos— trata de la filosofía y de lo sobrenatural. Pero también proporciona un puente al realismo a los Estudios de costumbres, que comprenden a la mayoría de sus novelas.

### L'Étrangère

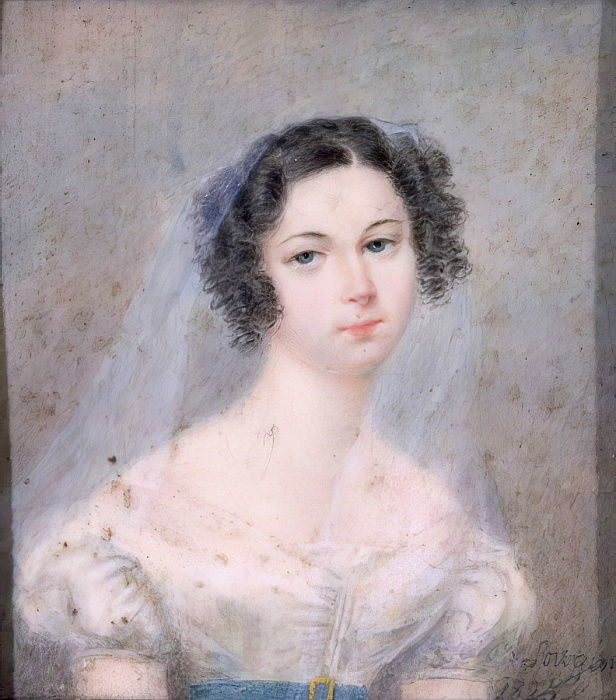
La baronesa polaca Ewelina Hańska escribió a Balzac después de leer La peau de chagrin, firmando la carta como L'Étrangère («La extranjera»). Se casaron en 1850.

La popularidad de la novela se extendió a Ucrania, donde una baronesa llamada Ewelina Hańska leyó acerca de las novelas de Balzac en los periódicos que recibía de París. Intrigada, pidió copias de sus trabajos y las leyó con sus primos y amigas en la región de Volinia. Se impresionaron con la comprensión de Balzac de las mujeres en la obra Fisiología del matrimonio, pero consideraron que La piel de zapa las retrató bajo una luz cruel e implacable. Hańska le escribió una carta a Balzac, firmada como "L'Étrangère" (en español: la extranjera), y la envió desde Odesa el 28 de febrero de 1832.
Como la carta no llevaba remitente, Balzac publicó su contestación en la Gazette de France, con la esperanza de que ella vería el aviso. La baronesa no lo hizo, pero le escribió otra vez en noviembre: «Su alma abraza los siglos, monsieur; sus conceptos filosóficos parecen ser el fruto de largos estudios madurados por el tiempo; aun así, me dicen que todavía es joven. Quisiera conocerlo, pero siento que no necesito hacerlo. Le conozco a través de mi propio instinto espiritual; me lo imagino a mi manera y siento que si fijara realmente mis ojos sobre usted, exclamaría: "¡Ese es él!"».
Finalmente ella se le reveló y comenzaron una correspondencia que duró por quince años. Aunque ella continuó fiel a su marido Wacław, Hańska y Balzac disfrutaron de una intimidad emocional a través de sus cartas. Cuando el barón murió en 1841, el autor francés comenzó a perseguir la relación fuera de las páginas escritas. Se casaron en una pequeña ciudad del Óblast de Zhytomyr el 14 de marzo de 1850, cinco meses antes de que él muriera.

### Personajes recurrentes
Dado que esta es una de las primeras novelas que lanzó bajo su propio nombre, Balzac no utilizó personajes de trabajos previos. Sin embargo, presentó a varios individuos que volvieron a aparecer en historias posteriores. El más significativo de estos es Eugène de Rastignac, el caballero más experimentado que aconseja a Valentin en las costumbres de la alta sociedad. Mientras escribía su novela de 1834 Le Père Goriot, Balzac repentinamente tachó el nombre que estaba utilizando para su personaje (Massiac) y lo cambió por Rastignac. La relación entre el profesor y el estudiante en La piel de zapa se refleja en Papá Goriot cuando el joven Rastignac es guiado en los senderos del realpolitik social por el criminal incógnito Vautrin.

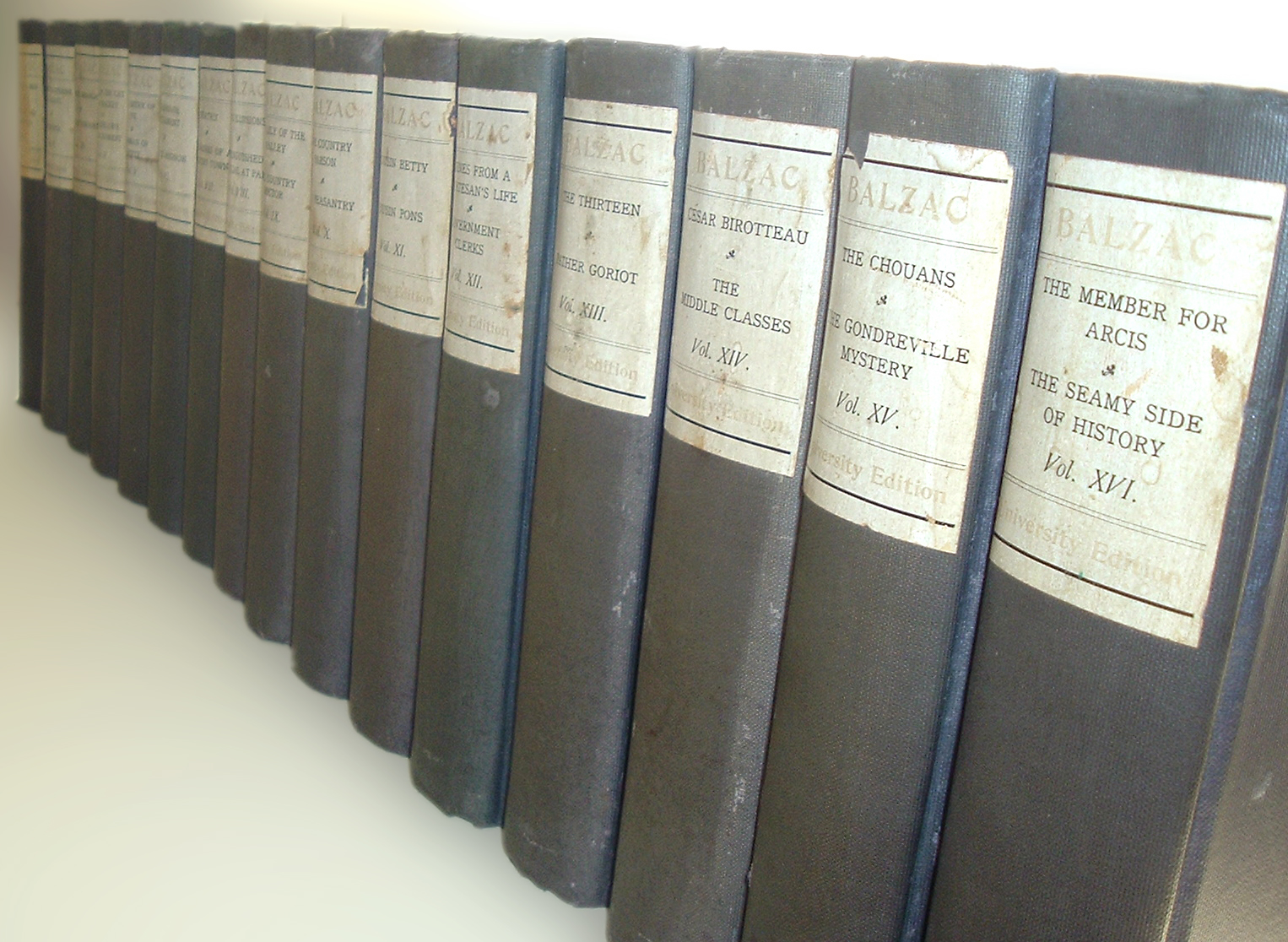
La piel de zapa es una de las casi cien historias en la colección de Balzac La comedia humana.

Balzac utilizó el personaje de Foedora en tres otras historias, pero finalmente la quitó de ellas después de decantarse por otros modelos para representar la feminidad social. En ediciones posteriores de La piel de zapa, cambió el texto para nombrar a uno de los banqueros como Taillefer, a quien había presentado en la obra La posada roja (1831). También utilizó el nombre de Horacio Bianchon para uno de los doctores, conectando el libro con el médico que aparece en treinta y una historias de La comedia humana. El doctor había sido desarrollado en una forma tan vívida, que se dice que el mismo Balzac llamó a Bianchon mientras que estaba en su lecho de muerte.
El uso de personajes recurrentes da a los trabajos de Balzac una cohesión y una atmósfera distinta a cualquier otra serie de novelas. Permite una profundidad de caracterización que va más allá de la narración o del simple diálogo. «Cuando el personaje reaparece" [señala el crítico Samuel Rogers], no provienen de la nada; emergen de la privacidad de sus propias vidas que, por un intervalo, se nos ha prohibido ver.» Aunque la complejidad de la vida de estos personajes condujeron inevitablemente a Balzac a cometer errores de cronología y consistencia, son errores que se consideran de menor importancia en el alcance total del proyecto. Los lectores tienen, por lo general, problemas por mera cantidad de gente del mundo de Balzac, y se sienten privados de parte importante del contexto de los personajes. El novelista Arthur Conan Doyle mencionó que nunca intentó leer las obras de Balzac, porque «no sabía por dónde comenzar».

### Influencia
Debido a la novela de Balzac, la expresión en francés se réduire comme une peau de chagrin (en español: se reduce como una piel de zapa) se incorporó al lenguaje para referirse a algo que se encoge o disminuye progresivamente.
La obra de Balzac en general, y La piel de zapa en particular, se ha citado como influencia de autores como Oscar Wilde, Fiodor Dostoievski, Miguel de Unamuno y Samuel Beckett.  
En 1890, Oscar Wilde publicó El Retrato de Dorian Gray. En esta novela, el protagonista adquiere un retrato mágico que envejece mientras que él no lo hace. Los críticos han planteado numerosas obras como posibles influencias sobre la novela de Wilde, como William Wilson y El retrato oval de Edgar Allan Poe, Melmoth el errabundo de Charles Maturin y El extraño caso del doctor Jekyll y el señor Hyde de Robert Louis Stevenson, entre otros; se incluye entre estas influencias La piel de zapa porque su trama prefigura el argumento desarrollado por Wilde.
Por otra parte, Priscilla Meyer establece paralelos entre el protagonista de Crimen y Castigo de Dostoievski, Raskolnikov, y Raphaël de Valentin. Plantea que ambos son jóvenes estudiantes sumidos en la miseria, que luego de hacer una última apuesta y fallar —Valentin en forma literal y Raskolnikov en forma figurada—, consideran suicidarse ahogándose en un río. De acuerdo a Meyer: "[Dostoevsky] obtiene material significativo —temas, escenas, detalles de la apariencia, acciones, escenarios y motivos— de la descripción de Balzac de Rafaël en la Parte 1 «El Talismán»".
Hacia el final de su vida, el sicoanalista austríaco Sigmund Freud sintió una conexión especial con la novela de Balzac, puesto que creía que su mundo estaba encogiéndose como el talismán de Valentin; además, del mismo modo en que Valentin fue repudiado por la sociedad, las teorías de Freud no fueron acogidas por la comunidad científica. Diagnosticado con un tumor fatal, Freud decidió suicidarse. Después de releer La piel de zapa, dijo a su doctor: «Es el libro más adecuado que puedo leer en este momento, pues trata del encogimiento y de la inanición.» Su doctor le administró una dosis mortal de morfina y Freud murió.

### Adaptaciones

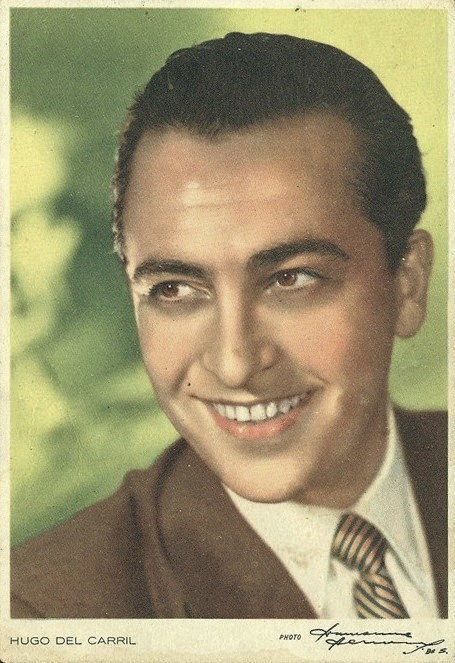
Hugo del Carril interpretó a Rafael de Valentín en el filme argentino de 1943 La piel de zapa.

Su adaptación más temprana al cine fue en 1909, en un cortometraje mudo francés de Albert Capellani y Michel Carré llamado La peau de chagrin. En 1915 apareció el filme The magic skin (en español: La piel mágica) dirigido por Richard Ridgely y producido por Edison Studio. En este se realza el tema del pacto con el diablo, ya que introduce elementos faústicos ajenos a la novela; así, el comerciante y Foedora aparecen como encarnaciones de Mefistófeles que solo buscan la desgracia de Raphael. La próxima adaptación es un filme alemán de 1917 llamado Das Spiel vom Tod (en español: El juego de la muerte) del director Alwin Neuss. Le siguen tres adaptaciones en 1920: Desire, del director británico George Edward Hall, Narayana, del director francés León Poirier y The dream cheater del director estadounidense Ernest C. Warde; Narayana incorpora elementos orientales, de modo que el objeto que concede deseos ya no es una piel de zapa sino una estatuilla india, y en The dream cheater, a diferencia de la novela, el protagonista logra sobrevivir deseando la desaparición de la piel. En 1923, el director estadounidense George D. Baker produjo Slave of Desire (en español: Esclavo del deseo) y en 1939, el alemán  Heinz Hilpert, estrenó Die unheimlichen Wünsche (en español: Los deseos siniestros). El español Luis Bayón Herrera —que realizó la mayor parte de su producción en Argentina—, dirigió en 1943 La piel de zapa, adaptación que contó con la participación de actores como Hugo del Carril —en el papel de Rafael de Valentín— y Florence Marly como Fedora. En 1958 Rolf Bayer produce en Filipinas Azimat (en español: El talismán). Se adaptó también para la televisión en 1980, bajo la dirección de Michel Farvat, y en 2010 por Alain Berliner.
Asimismo, la novela se ha adaptado en dos ocasiones como animación: Sagrenska koza, animación yugoslava de 1960, y La peau de chagrin, cortometraje francés de 2003.
La novela de Balzac fue adaptada, en primer lugar, como La piel de zapa, ópera de Charles-Gaston Levadé estrenada en 1929; más tarde, para el libreto de la ópera de 1959 de Giselher Klebe "Die tödlichen Wünsche" (en español: Los deseos mortales). Entre 1977 y 1978, el compositor alemán Fritz Geißler compuso Das Chagrinleder a partir del libreto de Günther Deicke. En los años 1989 y 1990, usando el texto de Balzac, el compositor ruso Yuri Khanon escribió el ballet «L'Os de chagrin» (en español: El hueso de zapa) que incluye una ópera-entreacto con el mismo título.